# Edmund Herring
O tenente-general Edmund Francis Herring (2 de setembro de 1892 - 5 de janeiro de 1982) foi um oficial sênior do Exército australiano durante a Segunda Guerra Mundial, vice-governador de Victoria e chefe de justiça de Supremo Tribunal de Vitória. Um estudioso de Rhodes, Herring estava em New College, Oxford, quando a Primeira Guerra Mundial eclodiu e serviu com a Artilharia de Campanha Real na frente macedônia, pela qual foi condecorado com a Cruz Militar e a Ordem de Serviço Distinto. Após a guerra, ele construiu uma carreira de sucesso como advogado e advogado do rei. Ele também se juntou ao exército australiano, chegando ao posto de coronel em 1939.

## Biografia
Durante a Segunda Guerra Mundial, Herring comandou a 6ª Divisão de Artilharia na campanha do Deserto Ocidental e na Batalha da Grécia. Em 1942, como comandante de corpo, comandou as forças terrestres na campanha Kokoda Track. No ano seguinte, dirigiu as operações da campanha Salamaua-Lae e da campanha Finisterre Range. Herring deixou seu corpo para se tornar o mais antigo chefe de justiça e vice-governador de Victoria, servindo por três décadas. Nesta última capacidade, ele foi patrono de muitas organizações de caridade.
Edmund Francis Herring, conhecido como Ned para sua família, nasceu em Maryborough, Victoria, em 2 de setembro de 1892, o terceiro dos cinco filhos de Edmund Selwyn Herring, um advogado, e sua esposa nascida na Irlanda Gertrude Stella Herring, anteriormente Fetherstonhaugh. Ele foi educado no Maryborough College and High School e na Melbourne Grammar, onde se destacou no tênis e no críquete, e foi capitão da escola e Dux em 1910. Enquanto na Melbourne Grammar, serviu no Commonwealth Cadet Corps, alcançando o posto de sargento .
Em 1911, Herring ingressou no Trinity College, o colégio residencial da Igreja da Inglaterra na Universidade de Melbourne, onde jogou críquete e tênis. Em 1912, ele ganhou uma bolsa Rhodes para a Universidade de Oxford, na Inglaterra. Lá, ele se juntou ao Corpo de Treinamento de Oficiais em 1913. Em novembro daquele ano, ele se alistou como soldado no Cavalo do Rei Eduardo, uma unidade de cavalaria do Exército Britânico.